# Франко, Нэйан
Нэйан Франко (англ. Nahan Franko; 23 июля 1861, Новый Орлеан — 7 июня 1930, Эмитивилл) — американский скрипач и дирижёр. Брат Сэма Франко, дядя Эдвина Франко Голдмана.
Скрипач-вундеркинд, уже в 1869 г. гастролировал по США, сопровождая Аделину Патти. Далее учился игре на скрипке в Европе у Йозефа Иоахима и Августа Вильгельми. Вернувшись, в 1883—1905 гг. занимал пульт первого концертмейстера в оркестре Метрополитен Опера, а с 1899 по 1912 гг. (с перерывами) ещё и дирижировал этим оркестром, став первым природным американцем на этом посту.
В 1907 г. Франко основал собственный оркестр, на протяжении двух десятилетий дававший в Нью-Йорке бесплатные концерты, в том числе в Центральном парке под открытым воздухом. Некоторые из этих концертов вызывали подлинный энтузиазм у публики — так, по сообщению The New York Times, 26 июня 1910 г. исполнение Сюиты из оперы Рихарда Штрауса «Саломея» собрало в Центральном парке около 8000 слушателей.